# Heddersdorf
Heddersdorf ist ein Ortsteil der Gemeinde Kirchheim im osthessischen Landkreis Hersfeld-Rotenburg.

## Geographische Lage
Heddersdorf liegt südöstlich des Knüllgebirges, im Tal der Aula, umgeben von Äckern, Wiesen und Auen und durchflossen vom Kisselbach, auf einer Höhe von circa 280 m ü. NHN. Den bis zur Gebietsreform im Jahre 1972 zum Landkreis Hersfeld gehörenden eigenständigen Ort, heute ein Ortsteil der Großgemeinde Kirchheim, erreicht man nach 2 km über die Bundesstraße 454, die von Kirchheim kommend nach Oberaula führt.
In der Mitte des Ortes führt eine Abbiegespur auf der B 454 links in den Ortskern zu dem neuen Dorfgemeinschaftshaus mit Radcafé und weiter bis zur alten Schule. Im Zentrum des Dorfes befindet sich neben einem stattlichen Eichenbaum der neu angelegte Spielplatz. Parallel zur B 454 verläuft der gut ausgebaute Waldhessen Radweg R11, der den Landkreis Hersfeld-Rotenburg mit dem Schwalm-Eder-Kreis verbindet.

## Geschichte

### Ortsgeschichte
Die älteste bekannte schriftliche Erwähnung von Heddersdorf erfolgte unter dem Namen Hertwigesdorf im Jahr 1327.
Weitere Erwähnungen erfolgten unter den Ortsnamen (in Klammern das Jahr der Erwähnung): Hertwygisdorf (1363), Hertwinsdorf (1392) und Hettesdorf (1500). Das Dorf war gemeinschaftlicher Besitz der Reichsabtei Hersfeld und der Ganerben von Frielingen.
Im Zuge der Gebietsreform in Hessen wurde die bis dahin selbständige Gemeinde Heddersdorf zum 1. August 1972 kraft Landesgesetz in die Gemeinde Kirchheim eingegliedert. Für Heddersdorf, wie für alle bei der Gebietsreform nach Kirchheim eingegliederten Gemeinden sowie für die Kerngemeinde, wurden Ortsbezirke mit Ortsbeirat und Ortsvorsteher nach der Hessischen Gemeindeordnung gebildet.

### Verwaltungsgeschichte im Überblick
Die folgende Liste zeigt die Staaten und Verwaltungseinheiten, denen Heddersdorf angehört(e):
- 1348: Heiliges Römisches Reich, Reichsabtei Hersfeld, Amt Niederaula
- ab 1378: Heiliges Römisches Reich, Landgrafschaft Hessen (1402–1458 Abtei Hersfeld), Amt Niederaula
- ab 1648: Heiliges Römisches Reich, Landgrafschaft Hessen-Kassel, Fürstentum Hersfeld, Amt Niederaula
- ab 1806: Landgrafschaft Hessen-Kassel, Fürstentum Hersfeld, Amt Niederaula
- 1807–1813: Königreich Westphalen, Departement der Werra, Distrikt Hersfeld, Kanton Obergeis
- ab 1815: Kurfürstentum Hessen, Fürstentum Hersfeld, Amt Niederaula[8]
- ab 1821/22: Kurfürstentum Hessen, Provinz Fulda, Kreis Hersfeld[9][Anm. 2]
- ab 1848: Kurfürstentum Hessen, Bezirk Hersfeld
- ab 1848: Kurfürstentum Hessen, Bezirk Hersfeld
- ab 1851: Kurfürstentum Hessen, Provinz Fulda, Kreis Hersfeld
- ab 1867: Königreich Preußen, Provinz Hessen-Nassau, Regierungsbezirk Kassel, Landkreis Fulda
- ab 1871: Deutsches Reich, Königreich Preußen, Provinz Hessen-Nassau, Regierungsbezirk Kassel, Kreis Hersfeld
- ab 1918: Deutsches Reich, Freistaat Preußen, Provinz Hessen-Nassau, Regierungsbezirk Kassel, Kreis Hersfeld
- ab 1944: Deutsches Reich, Freistaat Preußen, Provinz Kurhessen, Landkreis Hersfeld
- ab 1945: Amerikanische Besatzungszone, Groß-Hessen, Regierungsbezirk Kassel, Landkreis Hersfeld
- ab 1946: Amerikanische Besatzungszone, Land Hessen, Regierungsbezirk Kassel, Landkreis Hersfeld
- ab 1949: Bundesrepublik Deutschland, Land Hessen, Regierungsbezirk Kassel, Landkreis Hersfeld
- ab 1972: Bundesrepublik Deutschland, Land Hessen, Regierungsbezirk Kassel, Landkreis Hersfeld-Rotenburg, Gemeinde Kirchheim[Anm. 3]

## Bevölkerung

### Einwohnerstruktur 2011
Nach den Erhebungen des Zensus 2011 lebten am Stichtag, dem 9. Mai 2011, in Heddersdorf 195 Einwohner. Darunter waren 3 (1,5 %) Ausländer.
Nach dem Lebensalter waren 30 Einwohner unter 18 Jahren, 81 zwischen 18 und 49, 45 zwischen 50 und 64 und 39 Einwohner waren älter. Die Einwohner lebten in 75 Haushalten. Davon waren 15 Singlehaushalte, 15 Paare ohne Kinder und 36 Paare mit Kindern, sowie 6 Alleinerziehende und 3 Wohngemeinschaften. In 12 Haushalten lebten ausschließlich Senioren und in 51 Haushaltungen lebten keine Senioren.

### Einwohnerentwicklung
| Heddersdorf: Einwohnerzahlen von 1834 bis 2015 | Heddersdorf: Einwohnerzahlen von 1834 bis 2015 | Heddersdorf: Einwohnerzahlen von 1834 bis 2015 | Heddersdorf: Einwohnerzahlen von 1834 bis 2015 | Heddersdorf: Einwohnerzahlen von 1834 bis 2015 |
| --- | ---------------------------------------------- | ---------------------------------------------- | ---------------------------------------------- | ---------------------------------------------- |
| Jahr |                                                |                                                |                                                | Einwohner                                      |
| 1834 | 1834                                           |                                                | 192                                            | 192                                            |
| 1840 | 1840                                           |                                                | 168                                            | 168                                            |
| 1846 | 1846                                           |                                                | 170                                            | 170                                            |
| 1852 | 1852                                           |                                                | 172                                            | 172                                            |
| 1858 | 1858                                           |                                                | 165                                            | 165                                            |
| 1864 | 1864                                           |                                                | 157                                            | 157                                            |
| 1871 | 1871                                           |                                                | 151                                            | 151                                            |
| 1875 | 1875                                           |                                                | 139                                            | 139                                            |
| 1885 | 1885                                           |                                                | 141                                            | 141                                            |
| 1895 | 1895                                           |                                                | 150                                            | 150                                            |
| 1905 | 1905                                           |                                                | 188                                            | 188                                            |
| 1910 | 1910                                           |                                                | 197                                            | 197                                            |
| 1925 | 1925                                           |                                                | 192                                            | 192                                            |
| 1939 | 1939                                           |                                                | 205                                            | 205                                            |
| 1946 | 1946                                           |                                                | 294                                            | 294                                            |
| 1950 | 1950                                           |                                                | 292                                            | 292                                            |
| 1956 | 1956                                           |                                                | 235                                            | 235                                            |
| 1961 | 1961                                           |                                                | 226                                            | 226                                            |
| 1967 | 1967                                           |                                                | 203                                            | 203                                            |
| 1970 | 1970                                           |                                                | 224                                            | 224                                            |
| 1982 | 1982                                           |                                                | 229                                            | 229                                            |
| 1990 | 1990                                           |                                                | ?                                              | ?                                              |
| 2000 | 2000                                           |                                                | ?                                              | ?                                              |
| 2006 | 2006                                           |                                                | 214                                            | 214                                            |
| 2010 | 2010                                           |                                                | 196                                            | 196                                            |
| 2011 | 2011                                           |                                                | 195                                            | 195                                            |
| 2015 | 2015                                           |                                                | 196                                            | 196                                            |
| Datenquelle: Historisches Gemeindeverzeichnis für Hessen: Die Bevölkerung der Gemeinden 1834 bis 1967. Wiesbaden: Hessisches Statistisches Landesamt, 1968. Weitere Quellen: LAGIS; 1982:; Zensus 2011 Ab 2006 Daten jeweils zum Stichtag 31. Dezember des jeweiligen Jahres ohne Nebenwohnsitze |                                                |                                                |                                                |                                                |

### Historische Religionszugehörigkeit
| • 1885: | 139 evangelische (= 98,58 %), 2 katholische (= 1,42 %) Einwohner   |
| • 1961: | 180 evangelische (= 79,65 %), 38 katholische (= 16,81 %) Einwohner |

## Politik
Für den Ortsteil Heddersdorf besteht ein Ortsbezirk (Gebiete der ehemaligen Gemeinde Heddersdorf) mit Ortsbeirat und Ortsvorsteher nach der Hessischen Gemeindeordnung. Der Ortsbeirat besteht aus sieben Mitgliedern. Nach den Kommunalwahlen in Hessen 2021 gesteht der Ortsbeirat aus sechs fraktionslosen Mitgliedern. Diese wählten Marion Purdie zur Ortsvorsteherin.

## Sehenswürdigkeiten
Für die unter Denkmalschutz stehenden Kulturdenkmale des Ortes siehe die Liste der Kulturdenkmäler in Heddersdorf.